# Чокурдах
Чокурдах (якут. Чокуурдаах, рос. Чокурдах) — селище міського типу, адміністративний центр Аллаїховського улусу Республіки Саха (Якутія).

## Географія
Селище міського типу розташоване біля гирла річки Індигірка, що впадає в Східно-Сибірське море.

### Клімат
| Клімат Чокурдаха                                | Клімат Чокурдаха | Клімат Чокурдаха | Клімат Чокурдаха | Клімат Чокурдаха | Клімат Чокурдаха | Клімат Чокурдаха | Клімат Чокурдаха | Клімат Чокурдаха | Клімат Чокурдаха | Клімат Чокурдаха | Клімат Чокурдаха | Клімат Чокурдаха | Клімат Чокурдаха |
| Показник                                        | Січ.             | Лют.             | Бер.             | Квіт.            | Трав.            | Черв.            | Лип.             | Серп.            | Вер.             | Жовт.            | Лист.            | Груд.            | Рік              |
| Абсолютний максимум, °C                         | −8,1             | −11,1            | −3,4             | 4,9              | 22,8             | 31,4             | 31,6             | 29,3             | 20,6             | 6,1              | −0,9             | −6               | 31,6             |
| Середній максимум, °C                           | −30,4            | −29,3            | −23,4            | −13,7            | −1,5             | 10,7             | 16,0             | 12,1             | 4,0              | −8,8             | −21,4            | −28,1            | −9,5             |
| Середня температура, °C                         | −33,9            | −32,7            | −27,5            | −18,4            | −5,3             | 5,8              | 10,6             | 7,6              | 1,2              | −11,5            | −24,6            | −31,6            | −13,4            |
| Середній мінімум, °C                            | −37,1            | −35,9            | −31,2            | −22,9            | −8,9             | 2,1              | 6,4              | 4,1              | −1               | −14,4            | −27,9            | −35              | −16,8            |
| Абсолютний мінімум, °C                          | −54,4            | −50,3            | −48,2            | −42,6            | −30              | −11,2            | −1,3             | −6,4             | −18,2            | −35,1            | −46,9            | −49,8            | −54,4            |
| Середня кількість сонячних годин на місяць      | 1                | 39               | 193              | 283              | 263              | 293              | 266              | 161              | 84               | 47               | 6                | 0                | 1636             |
| Норма опадів, мм                                | 10               | 10               | 9                | 7                | 11               | 24               | 28               | 30               | 23               | 20               | 17               | 14               | 203              |
| Днів з дощем                                    | 0                | 0                | 0                | 0,1              | 3                | 14               | 17               | 17               | 14               | 0,3              | 0,1              | 0                | 66               |
| Днів зі снігом                                  | 18               | 19               | 16               | 15               | 16               | 8                | 1                | 3                | 16               | 24               | 20               | 19               | 175              |
| Вологість повітря, %                            | 79               | 79               | 79               | 79               | 81               | 75               | 75               | 82               | 87               | 88               | 84               | 80               | 81               |
| ----------------------------------------------- | ---------------- | ---------------- | ---------------- | ---------------- | ---------------- | ---------------- | ---------------- | ---------------- | ---------------- | ---------------- | ---------------- | ---------------- | ---------------- |
| Джерело: Pogoda.ru.net, NOAA (сонце, 1961–1990) |                  |                  |                  |                  |                  |                  |                  |                  |                  |                  |                  |                  |                  |

## Транспорт
У селищі є порт та аеропорт. Порт Чокурдах — один із північних портів Росії, де навігація триває менше трьох місяців.